# Hot Chip
Hot Chip é uma banda britânica de música eletrônica formada em 2000. Como exceção de Al Doyle, de Leeds, todos os demais integrantes são de Londres, Inglaterra.

## Histórico
A banda já fez muitos shows, inclusive com aparições nos festivais Glastonbury, Sónar da Espanha, Big Day Out e também muitas turnês em território americano e europeu nestes últimos três anos.
Em 2006, lançaram dois singles, "Over and Over" e "And I Was A Boy From School", que ficaram muito bem posicionados em diversos rankings musicais. O álbum The Warning foi elogiado pela crítica e pelo público, ganhando uma indicação para o prêmio de melhor álbum de 2006 no Mercury Music Prize do Reino Unido. A canção "Over and Over" foi eleita o melhor single de 2006 pela conceituada revista britânica NME.
O primeiro álbum da banda foi lançado pelo selo indie Moshi Moshi Records. Agora a banda é contratada da DFA Records, capitaneada por James Murphy, líder do LCD Soundsystem.
Em 2009, o grupo foi indicado para o prêmio Grammy de melhor gravação de dance music pela música Ready For The Floor do álbum Made In The Dark.

## Discografia

### Álbuns
- Coming on Strong (2004)
- The Warning (2006)
- Made in the Dark (2008)
- One Life Stand (2010)
- In Our Heads (2012)
- Why Make Sense? (2015)
- A Bath Full of Ecstasy (2015)
- Freakout/Release (2015)

### EP's/singles
- Mexico EP (2001)
- Sanfrandisco E-Pee (2002)
- Down with Prince (2003)
- Playboy (2004)
- Hittin' Skittles (2005)
- All Filler, No Killer! (2005)
- The Barbarian (2006)
- Live at The Horseshoe, Toronto (2006)
- Live at The Horseshoe, London (2006)
- Over and Over (2006)
- Boy From School (2006)
- Colours (2006)
- Remixes & Rarities (2006)
- iTunes Live Sessions (2007)
- Shake a Fist (2007)
- Ready for the Floor (2008)
- One Life Stand (2009)
- I Feel Better (2010)
- How Do You Do? (2012)
- Flutes (2012)
- Night & Day (2012)
- Dark & Stormy EP(2013)
- Dancing in the Dark (2015)

### Compilações
- Mixture (2006)
- Mixture 2 (2006)
- DJ-Kicks: Hot Chip (2007)
- Late Night Tales (2020)